# Maruti Gypsy

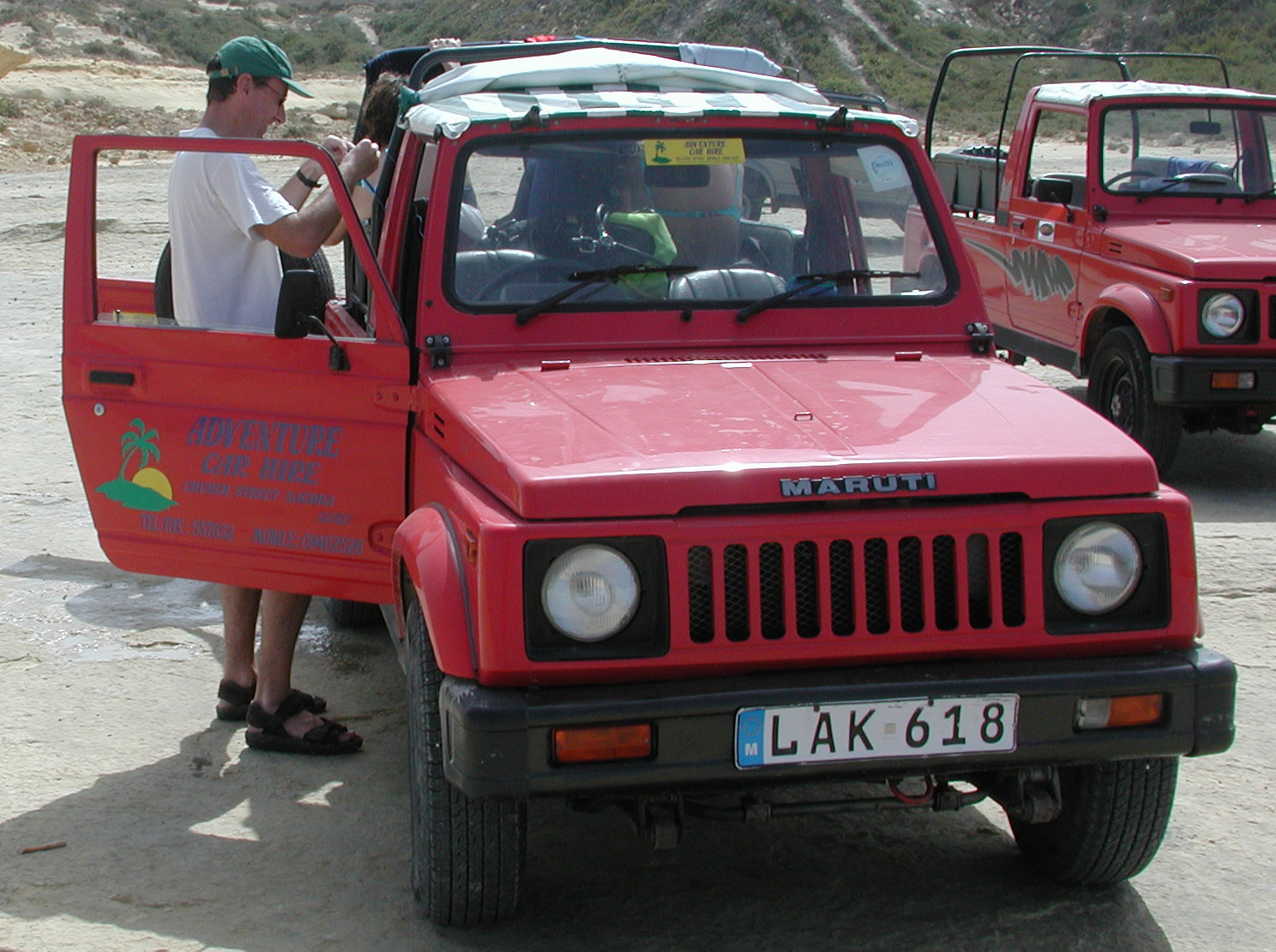
Ein Maruti Gypsy auf Malta

Der Maruti Gypsy war ein Geländewagen mit Allradantrieb von Maruti, der auf dem Suzuki SJ basiert. Er ist in Europa vor allem in Malta und Ungarn auf den Straßen zu sehen, ansonsten in den meisten Entwicklungs- und Schwellenländern, u. a. im Herstellerland Indien, in Chile oder Kenia etc.
Der Maruti wurde auch als Cabriolet und als Dreitürer angeboten, wie ihn auch außerhalb Deutschlands Suzuki im Programm hat.
Technische Daten:
- Fahrzeughöhe: 1,9 m
- Länge: 4 m
- Breite: 1,5 m
- Gewicht: 1600 kg
- Drehmoment: 103 Nm bei 4500/min
- Benzintank fasst 40 l

Der Maruti Gypsy war in den drei Varianten „Soft Top“ (Cabrio),
„Hardtop“ (mit Dach) sowie als Krankenwagen lieferbar. Er wurde zudem auch in einer Militär-Version für die indische Armee hergestellt.
2019 wurde die Produktion nach 33 Jahren eingestellt, da das veraltete Modell nicht mehr modernen Sicherheitsvorschriften genügte.